# In The Pictures
"In The Pictures" (en español En Las Fotos) es una canción de la cantante estadounidense Raven-Symoné, incluida en su cuarto álbum de estudio, Raven-Symoné.

## Información
La canción fue escrita por Eric Hudson y Frankie Storm, y producida por el primero para Just E. Production Group.
La canción va en un ritmo tempo soul, siendo más pop/R&B con algo de guitarra acústica. Habla sobre vivir a la vista del público.
Hollywood Records abrió una MySpace oficial de Raven-Symoné, donde había algunas canciones del álbum. Se dijo que fue una manera de promover el álbum y tuvo una nueva canción cada semana previa al lanzamiento de éste, siendo "In The Pictures" la tercera canción subida a la red. Incluso apareció en la película de Raven-Symone, College Road Trip.
Aunque la canción no fue un sencillo, ésta debutó en el número 10 en la lista Top 100 Singles de Francia, manteniéndose durante 32 semanas dentro de dicha lista.

## Charts
| Chart (2008)            | Posición |
| ----------------------- | -------- |
| Francia Top 100 Singles | 10       |

## Créditos
- Escritores: Eric Hudson, Frankie Storm.[3]
- Productor: Eric Hudson.[3]
- Mezclas: Brian Stanley.[3]
- Publicado por E. Hudson Music.[3]